# Oldenburger Polizeimeile
Die Oldenburger Polizeimeile war ein deutsches Längenmaß. Sie galt in der Herrschaft Jever, Großherzogtum Oldenburg, Delmenhorst, Bremen und Hamburg. Bezug wurde auf den Oldenburger Fuß oder auf die Oldenburger Elle genommen. In den Regionen galten der Jever-Fuß, Hamburger Fuß, die Bremer Elle und die Preußische oder Rheinländische Elle.
Durch ein herzogliches Gesetz vom 1. September 1794 ist die Größe festgelegt worden.
- 1 Oldenburger Polizeimeile  = 1500 Ruten = 30.000 Fuß (Oldenburger) = 1,1963 Meile (deutsche) = 8876,37 Meter

Der Oldenburger Fuß kann mit 131,162 Pariser Linien oder 0,295879 Meter angesetzt werden.
Die einfache Oldenburger Meile war etwas größer und mit 1 ⅓ deutscher Meile (deutsch) gleich rund 9870 Meter.
- 1 Oldenburger Meile = 33.357 Fuß (Oldenburger) = 9869,6 Meter

Für die kleinere Postmeile galt
- 1 Postmeile/Geographische Meile = 25.079, 53 Fuß (Oldenburger) = 7423,63,4 Meter (25.077,34 Fuß (Oldenburger) 7419,86 Meter andere Quelle[1])